# エリザベス・ラッチェンス
（アグネス）・エリザベス・ラッチェンス CBE（またはエリザベス・ラティエンス、ラチエンズ、ルティエンス、(Agnes) Elisabeth Lutyens, CBE, 1906年7月9日 ロンドン - 1983年4月14日 ロンドン）は、イギリスの作曲家。

## 初期の人生と教育
エリザベスは建築家サー・エドウィン・ラッチェンスの5人の子供の1人である。母親のエミリーは神智学運動に関わっていた。その関係で1911年から、青年だったジッドゥ・クリシュナムルティが、エリザベスやその姉妹の友人として、一家のロンドンの家に住んでいた。エリザベスは9歳で作曲家になることを強く望むようになった。作曲家になれば、優れた建築の才能をもつ父親と横柄な性格の母親が、子供たちの人生を我がものとしようとすることから逃れられるからである。1922年、エリザベスはパリのエコールノルマル音楽院で音楽を勉強した。1923年には母親と一緒にインドに行ったが、帰国すると再び、ジョン・フォウルズの下で、引き続き、1926年から1930年にかけてロンドンの王立音楽大学でハロルド・ダーク (Harold Darke) の生徒として、音楽を学んだ。

## 作曲のスタイルと発展
イギリスにアルノルト・シェーンベルクの十二音技法をもたらしたのはエリザベスだと言われている（エリザベス独自の非常に個人的な解釈ではあったが）。エリザベスはグスタフ・マーラーなどの「度を過ぎた音」が不満で、その代わりに希薄なテクスチュアを使うことを選び、エリザベス独特のセリエリズムを発展させた。エリザベスが最初に十二音列を使ったのは、『9楽器のための室内協奏曲第1番』（1939年/1940年）で、アントン・ヴェーベルンの『協奏曲 作品24』（1934年）と比較された。もっともそれ以前のエリザベスは、セリーの表現形式とは反対の技法を使っていて、昔のイギリス音楽、とくにヘンリー・パーセルの中に見付けた前例にインスパイアされたとも主張していた。
実はエリザベスは1933年の時点で、バリトン歌手のイアン・ハーバート・キャンベル・グレニーと結婚していて、子供も3人いた。しかし結婚は幸福ではなかった。1938年、エリザベスは夫を捨てて、エドワード・クラークの元に走った。クラークは著名な指揮者かつBBCのプロデューサーで、シェーンベルクの下で勉強した人物だった。その影響が、エリザベスのセリー技法を取り込む決定的要因だったのかも知れない。クラークとエリザベスは1942年に結婚した。
しかしエリザベスはいつも十二音列を使ったわけではなく、それに縛られることもなかった。たとえば、いくつかの作品では自分で創造した十四音列を使いもした。エリザベスはクロード・ドビュッシーの音楽がとても好きで、作品にもその影響ははっきりと見ることができる。また、ルイージ・ダッラピッコラとも親友だった。しかし、厳格なセリエリズムに対するエリザベスの否定的な見解は、エリザベスと十二音仲間たちとの間に観念的な食い違いをもたらすことになった。エリザベスの音楽は、「驚くべき業績、完全に個人的なセリーのスタイルと独創的な構成の明示」で、中心音なしでも、エリザベスの音楽の音調は自然さと「かちっと整然とした居場所」を持っているように見える。
エリザベスは指揮者のIris Lemare（1902年 - 1997年）、弦楽四重奏団を結成していたヴァイオリニストのアン・マクナーテン（Anne Macnaghten。1908年 - 2000年）とともに強力なトリオを作った。彼女たちのコンサートはロンドンの音楽界の力量を示し、またベンジャミン・ブリテンやエリザベス・マコンキー、グレース・ウィリアムズ（Grace Williams）、アラン・ロースソーンといった作曲家たちを紹介した。エリザベスにとって作曲はただの趣味ではなく、むしろ生き方だった。委嘱されようがされまいが、毎日数時間を作曲に費やした。しかし、クラークのフラットでの飲み会やパーティや、母親としての義務に仕事を妨げられ、完全な孤独の中で作曲しなければならなかった。

## 後半生
1947年、エリザベスはアルチュール・ランボーの詩『O Saisons, O Châteaux』に曲をつけた同名のカンタータで成功を収めた。BBCはソプラノの音域が実現不可能と考え公演を拒否したが、1940年代から1950年代にかけてエリザベスの作品の初演を行ったのはそのBBCだった。それ以降はエリザベスを無視する傾向にあったが、それもエリザベスの友人であるウィリアム・グロック（en:William Glock）が音楽監督に就任するまでだった。
しかし、1960年代後半には、エリザベスの音楽は大きな支持を受けるようになっていた。たくさんの委嘱を受け、その中には、1962年のチェルトナム音楽祭で、ワグナーチューバ四重奏を含むオーケストラによって初演された『ソプラノ、バリトンと管弦楽のためのQuincunx』（1959年 - 1960年）、1961年のBBCプロムスの委嘱作品『ピアノ・ソロ、木管、ハープと打楽器のための交響曲』がある。
1960年代からはエリザベスは、ハマー・フィルム・プロダクションやそのライバルであるアミカスのホラー映画の音楽を作曲しだした。エリザベスが手掛けた作品は、『ラブ・ハント講座』（1960年）、『テラー博士の恐怖』（1965年）、『がい骨』（1965年。2004年にここから作られた組曲がCD化された）、『パリの連続殺人』（1966年）、『テラーノーツ』（1967年）などである。さらに、ドキュメンタリー映画やBBCのラジオ・テレビ番組の音楽、劇付随音楽も作曲した。この手の仕事に関しては非常に多作で、「あなたが望むのは、良い仕事？　それとも水曜日？」というエリザベスの皮肉は業界では有名だった。
1969年には大英帝国勲章のCBEを受勲した。1972年には、ロンドンの女性作曲家としての人生を描いた自伝『A Goldfish Bowl』を出版した。晩年には私的に多くの教え子を取った。その中には、作曲家のアリソン・ボールド、ブライアン・エリアス（Brian Elias）、ロバート・サクストンなどがいる。正式な教え子ではなかったが、若き日のリチャード・ロドニー・ベネットの相談相手にもなった。
好戦的かつ独特なキャラクターと、「感覚に訴える美しさ」と評される音楽の作曲家であるために、エリザベスは、古典的な20世紀音楽の規範に従う作曲家たちの中で、自分の居場所を得るために苦労しなければならなかった。エリザベスの音楽は今なお聞く機会も録音も少ない。ところで、ヘンリー・リードが1950年代のラジオ・ドラマ（喜劇）で皮肉に描いたヒルダ・タブレット（Hilda Tablet）夫人のモデルの1人はエリザベスだった。

## 代表作

### 室内楽曲
- 弦楽四重奏曲第1番 Op.5 no.1（1937年） - 撤回。
- 弦楽四重奏曲第2番 Op.5 no.5（1938年）
- 弦楽三重奏曲 Op.5 no.6（1939年）
- 9楽器のための室内協奏曲第1番 Op.8 no.1（1939年 - 1940年）
- 弦楽四重奏曲第3番 Op.18（1949年）
- 5人の奏者のためのコンチェルタンテ Op.22（1950年）
- 弦楽四重奏曲第4番 Op.25（1952年）
- クラリネットとピアノのための『Valediction』 Op.28（1953年 - 1954年） – ディラン・トーマスの思い出のために献呈。
- 2つのハープと打楽器のための『Capriccii』 Op.33（1955年）
- 10楽器のための『Six Tempi』 Op.42（1957年）
- 木管五重奏曲 Op.45（1960年）
- 弦楽五重奏曲 Op.51（1963年）
- 木管三重奏曲 Op.52（1963年）
- 弦楽三重奏曲 Op.57（1963年）
- 木管のための/複木管五重奏のための音楽 Op.60（1963年）
- オーボエと13の楽器のための『Plenum II』 Op.92（1973年）
- 弦楽四重奏のための『Plenum III』 Op.93（1973年）

### 声楽作品
- カンタータ『O Saisons! O Châteaux!』 Op.13（1946年） – 詞ランボー。
- ソリスト、合唱と管弦楽のための『Requiem for the Living』 Op.16（1948年）
- 無伴奏合唱のためのモテット『Excerpta Tractatus-logico-philosophicus』 Op.27（1951年） – 詞ルートヴィヒ・ウィトゲンシュタイン。
- ソリスト、合唱と管弦楽のための『De Amore』 Op.39（1957年） – 詞ジェフリー・チョーサー。
- モテット『The Country of the Stars』 Op.50（1963年） – 詞ボエティウス/訳チョーサー。
- ソプラノ、フルート、クラリネット、チェロとピアノのための『The Valley of Hatsu-Se』 Op.62（1965年） – 日本の昔の詩に基づく。
- テノールと11楽器のための『And Suddenly It’s Evening』 Op.66 （1965年） – 詞サルヴァトーレ・クァジモド。
- テノール、合唱と管弦楽のための『Essence of Our Happinesses』 Op.69（1968年） – 詞Abu Yasid、ジョン・ダン、ランボー。
- バスとピアノのための『In the Direction of the Beginning』 Op.76 （1970年） – 詞ディラン・トーマス。
- 話者、10のギターと打楽器のための『Anerca』 Op.77 （1970年） – エスキモーの詩に基づく。
- ソプラノと弦楽三重奏のための『Requiescat』、イーゴリ・ストラヴィンスキーの追憶に（1971年） – 詞ウィリアム・ブレイク。
- 合唱と管弦楽のための『Voice of Quiet Waters』 Op.84（1972年）

### 器楽曲
- ピアノのための『5 Intermezzi』 Op.9（1941年 - 1942年）
- ピアノのための『Piano e Forte』 Op.43（1958年）
- ピアノのための『Five Bagatelles』 Op.49（1962年）
- ギターのための『The Dying of the Sun』 Op.73（1969年）
- ピアノのための『Plenum I』 Op.87（1972年）

### 小管弦楽曲
- クラリネット、テナーサックス、ピアノと弦楽のための室内協奏曲第2番 Op.8 no.2（1940年）
- バスーンと小オーケストラのための室内協奏曲第3番 Op.8 no.3（1945年）
- ホルンと小オーケストラのための室内協奏曲第4番 Op.8 no.4（1946年）
- 弦楽四重奏と室内オーケストラのための室内協奏曲第5番 Op.8 no.5 （1946年）
- 室内協奏曲第6番（1948年） - 撤回。

### 管弦楽曲
- 3つの小品 Op.7（1939年）
- 3つの交響的序曲（1942年）
- ヴィオラ協奏曲 Op.15（1947年）
- 管弦楽のための音楽第1番 Op.31（1955年）
- 管弦楽のためのコラール『Hommage a Igor Stravinsky』 Op.36
- ソプラノ、バリトンと管弦楽のための『Quincunx』 Op.44（1959年 - 1960年） – 単一楽章。詞トーマス・ブラウン。
- ピアノと管弦楽のための音楽 Op.59（1963年）
- Novenaria Op.67 no.1（1967年）

### 舞台作品
- Infidelio Op.29（1954年） – 全7場。ソプラノとテノールのための。
- オペラ『The Numbered』 Op.63（1965年 - 1967年） – プロローグと4幕。原作エリアス・カネッティ。
- Time Off? Not the Ghost of a Chance! Op.68（1967年 - 1968年） – 全4場のcharade。
- Isis and Osiris Op.74（1969年） - 抒情劇。原作プルタルコス。
- The Linnet from the Leaf Op.89（1972年） – 歌手たちと2つのインストゥルメンタル・グループのための音楽劇。
- The Waiting Game Op.91（1973年） – メゾソプラノ、バリトン、俳優と小オーケストラのための。